# Porter Band ’99
Porter Band '99 – album zespołu Porter Band, wydany w 1999 przez wytwórnię Pomaton EMI. W 2007 firma Metal Mind Productions dokonała reedycji płyty.

## Lista utworów
1. "Leather Skirt" (J. Porter) – 3:09
2. "Season" (J. Porter) – 2:58
3. "Nothing Better..." (J. Porter) – 5:07
4. "Seven Ate Nine" (J. Porter) – 4:20
5. "Love Stains" (J. Porter) – 2:47
6. "Am I Dreaming?" (J. Porter) – 3:47
7. "Kiss Your Pain" (J. Porter) – 5:03
8. "Long Way" (J. Porter) – 3:36
9. "Help Me, Help Me" (J. Porter) – 2:54
10. "Fire Escape" (J. Porter) – 5:13
11. "The Love?" (J. Porter) – 4:08
12. "Friction" (J. Porter) – 5:34
13. "Red Sun Road" (J. Porter) – 5:06

## Skład
- John Porter – śpiew, gitara, gitara akustyczna
- Krzysztof Zawadka – gitara, gitara akustyczna
- Marek "Bruno" Chrzanowski – gitara basowa
- Piotr "Posejdon" Pawłowski – perkusja
- Marcin Żabiełowicz – gitara, dalszy śpiew w "Long Way"

Realizacja
- Włodzimierz Kowalczyk – realizacja i mastering